# New Durham (New Hampshire)
New Durham – miasto w Stanach Zjednoczonych, w stanie New Hampshire, w hrabstwie Strafford.